# Liste der denkmalgeschützten Objekte in Haunoldstein
Die Liste der denkmalgeschützten Objekte in Haunoldstein enthält die 6 denkmalgeschützten, unbeweglichen Objekte der niederösterreichischen Gemeinde Haunoldstein im Bezirk Sankt Pölten-Land.

## Denkmäler
| Foto |                 | Denkmal                                                                                     | Standort                                              | Beschreibung | Metadaten |
| ---- | --------------- | ------------------------------------------------------------------------------------------- | ----------------------------------------------------- | --- | --- |
| ja   | Datei hochladen | Bründlkapelle HERIS-ID: 59052 Objekt-ID: 70014                                              | Großsierning Standort KG: Großsierning                | Der neugotische Bau aus dem Jahre 1913 hat einen Fassadenturm und innen eine Spitztonne. Zur Ausstattung zählen eine Madonnenstatue und zwei Reliefs mit den Themen Kreuzigung und Auferstehung aus dem frühen 20. Jahrhundert.                                                                                      | BDA-Hist.: Q38085696 Status: § 2a Stand der BDA-Liste: 2025-06-30 Name: Bründlkapelle GstNr.: 568/1 Bründlkapelle                                                                 |
| ja   | Datei hochladen | Fundzone Kaillerbrunnfeld HERIS-ID: 112208 Objekt-ID: 130280                                | Kaillerbrunnfeld Standort KG: Großsierning            | In der Nähe der Bründlkapelle wurden bei Rettungsgrabungen im Zuge des Baus einer Güterzugumfahrung die Reste einer frühbronzezeitlichen Siedlung aus der Zeit um 2300 bis 1600 vor Christus gefunden, darunter eine unübliche Bestattungsart von vier mutmaßlich gewaltsam getöteten Personen in einer Abfallgrube. | BDA-Hist.: Q37829536 Status: Bescheid Stand der BDA-Liste: 2025-06-30 Name: Fundzone Kaillerbrunnfeld GstNr.: 579/1, 580, 585/1, 582, 583, 584                                    |
| ja   | Datei hochladen | Kath. Pfarrkirche hl. Michael, Friedhof und Stiegenaufgang HERIS-ID: 49875 Objekt-ID: 54144 | Kirchenstraße 33, gegenüber Standort KG: Haunoldstein | Die in erhöhter Lage errichtete Kirche war von einem Friedhof umgeben und hat eine gotische Bausubstanz. Die Errichtung des Turmes und die Langhauseinwölbung erfolgte um 1580. Der Chor und das westliche Joch des Langhauses wurden 1745 gebaut und der Turmhelm stammt aus dem Ende des 19. Jahrhunderts.         | BDA-Hist.: Q38036631 Status: § 2a Stand der BDA-Liste: 2025-06-30 Name: Kath. Pfarrkirche hl. Michael, Friedhof und Stiegenaufgang GstNr.: 231, 232, 233 Pfarrkirche Haunoldstein |
| ja   | Datei hochladen | Pfarrhof HERIS-ID: 60517 Objekt-ID: 72831                                                   | Pfarrhofgasse 10 Standort KG: Haunoldstein            | Der Pfarrhof ist ein zweigeschoßiger hakenförmiger Bau am Fuß des Kirchhügels und stammt im Kern aus dem 18. Jahrhundert, im Erdgeschoß mit Tonnengewölben und Stichkappentonnen. Der Pfarrhof ist mit dem Friedhof über einen gedeckten Stiegenaufgang vom Ende des 19. Jahrhunderts verbunden.                     | BDA-Hist.: Q38092039 Status: § 2a Stand der BDA-Liste: 2025-06-30 Name: Pfarrhof GstNr.: 235                                                                                      |
| ja   | Datei hochladen | Ehem. Michaelskapelle und Kriegerdenkmal HERIS-ID: 60519 Objekt-ID: 72833                   | Pfarrhofgasse 2, gegenüber Standort KG: Haunoldstein  | Die Kapelle stammt aus dem 17. Jahrhundert, sie hat eine Rundapsis und ein Satteldach, die Wandmalerei mit Putzritzung der Madonna stammt von Sepp Zöchling aus dem Jahre 1958. Ein eingemauerter ovaler Inschriftenstein zeigt die Jahreszahl 1692.                                                                 | BDA-Hist.: Q38092051 Status: § 2a Stand der BDA-Liste: 2025-06-30 Name: Ehem. Michaelskapelle und Kriegerdenkmal GstNr.: 240, 239                                                 |
| ja   | Datei hochladen | Burgruine Osterburg HERIS-ID: 34045 Objekt-ID: 31941                                        | Osterburg 1 Standort KG: Osterburg                    | Auf einem dreieckigen Felsplateau befindet sich die Ruine einer mittelalterlichen Höhenburg, deren älteste Teile im letzten Viertel des 12. Jahrhunderts errichtet wurden. | BDA-Hist.: Q15905762 Status: Bescheid Stand der BDA-Liste: 2025-06-30 Name: Burgruine Osterburg GstNr.: .2, 37, .3 Osterburg                                                      |